# Tito Chelazzi
Tito Chelazzi (San Casciano in Val di Pesa, 1º marzo 1834 – Firenze, 12 aprile 1892) è stato un pittore italiano.

## Biografia
I suoi genitori erano Raffaello Chelazzi e Eleonora Baldini, erede di una facoltosa famiglia senese.
Inizialmente sembrava destinato a diventare un medico ma decise di abbandonare gli studi per darsi anima e corpo alla pittura. Il suo maestro Alessandro Martini, successivamente si iscrisse all'Accademia di Belle Arti di Firenze. Quando Alessandro Martini venne incaricato di restaurare il dipinto miracoloso raffigurante la Madonna conservato nella Basilica della Santissima Annunziata, Tito Chelazzi fu chiamato dal maestro quale aiutante.
Inizialmente Chelazzi realizzò una serie di immagini della madonna per le cappelle gentilizie delle ville situate nei dintorni di Firenze e di San Casciano.
Successivamente i suoi soggetti furono quasi esclusivamente i Fiori e la Frutta.

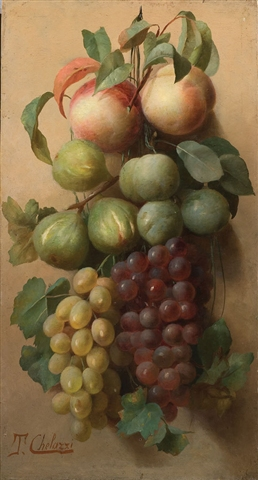
Natura morta con frutta

Nel 1859 combatté per l'indipendenza italiana arruolandosi come volontario e prestando servizio per due anni col 18º reggimento Bersaglieri.
Tornato a Firenze riprese il lavoro di pittore ed entrò nello studio di Stefano Ussi del quale fu prima allievo e poi intimo amico. Nel 1861 alla esposizione Nazionale delle Arti e del Lavoro allestita presso la Stazione di Porta al Prato vennero esposti accanto ai lavori di Stefano Ussi alcuni lavori realizzati dal Chelazzi.
Si riarruolò una seconda volta con il colonnello Menotti Garibaldi una volta scoppiata nuovamente la guerra con l'Austria nel 1866, fece con lui la campagna del Tirolo. Scampo fortunatamente alla morte che decimò i componenti del suo reggimento impegnati durante la Battaglia di Bezzecca.
Ritornato nuovamente a Firenze si decido fino alla morte alla pittura. Nello stesso 1866 apri il suo studio in via delle Lame, in seguito si trasferì in un altro studio situato in piazzale Donatello nei pressi di via degli Artisti, nella zona dove pullulavano ambienti dedicati alle arti. Ebbe contatti con i vari artisti che avevano lo studio nei pressi del suo; artisti che furono lo stesso Stefano Ussi ma anche Aristodemo Costoli, Michele Gordigiani, Francesco Vinea, Nicolò Barabino, Carlo Ademollo, Antonio Ciseri, Rinaldo Carnielo e Vittorio Matteo Corcos.
La sua fama negli anni settanta e ottanta del XIX secolo fu notevole e alcune sue opere furono acquistate anche negli Stati Uniti. I suoi soggetti floreali furono molto popolari tra le nobildonne del periodo. Tra i suoi committenti ci furono Margherita di Savoia che con il marito Re Umberto aveva acquistato per 500 lire un suo quadro raffigurante delle margherite e in seguito, oltre a fargli omaggio di una sua visita presso lo studio dell'artista, gli commissionò anche altri lavori tra i quali la raffigurazione su specchio delle rose thea. Altri suoi nobili committenti furono i Reali del Wurtemberg per i quali decoro il gabinetto della regina con fiori dipinti su specchi, porte e finestre. Per la Granduchessa Maria Paulowna di Russia decorò tre specchi che furono collocati nel salone da ballo della reggia di San Pietroburgo. Lavorò anche per la Duchessa di Edimburgo e per il Principe Galitzine durante il suo soggiorno a Firenze. Durante il soggiorno a Firenze della Regina Vittoria presso Villa Palmieri, Chelazzi venne invitato a dipingere varie opere.

Sono rimaste delle corrispondenze epistolari tra il chelazzi e i suoi committenti. In una lettera invita dalla regina del Wurtemberg è scritto 

Dei lavori per la granduchessa di Russia è rimasta una testimonianza dello stesso Chelazzi che afferma 
Il 14 febbraio 1876 fu iniziato in Massoneria nella loggia Concordia di Firenze.
Nonostante fosse ormai un artista conosciuto nel mondo mantenne un atteggiamento di uomo modesto e schivo, non interessato alle lodi e ai riconoscimenti ufficiali che gli venivano conferiti. Nel 1888 venne nominato Cavaliere della Corona ma il Chelazzi rispedì al mittente l'onorificenza.
Negli ultimi anni di vita, presso il suo studio, Chelazzi ricevette la visita e le committenze delle vari personalità dell'epoca, tra cui Frederick Stibbert. Ma il pittore a causa dell'età e dello stato di salute, ormai precario, non poté accontentare tutti. Nel 1892 l'Editore Treves pubblicò un volume intitolato, I Fiori di Primavera, interamente illustrato dal Chelazzi. Le tavole dovevano essere dieci per ogni stagione e una volta completata l'opera si sarebbe chiamata Il Libro dei Fiori; ma dopo i primi tre volumi dedicati rispettivamente ai fiori di Primavera, dell'Estate e dell'autunno, l'ultimo volume I Fiori dell'Inverno, non contiene le tavole del Chelazzi, che nel frattempo era scomparso, ma di Arnaldo Ferraguti.
Morì il 12 aprile 1892 nella sua casa situata in via della Piazzola 10, a Firenze.

## Galleria d'immagini

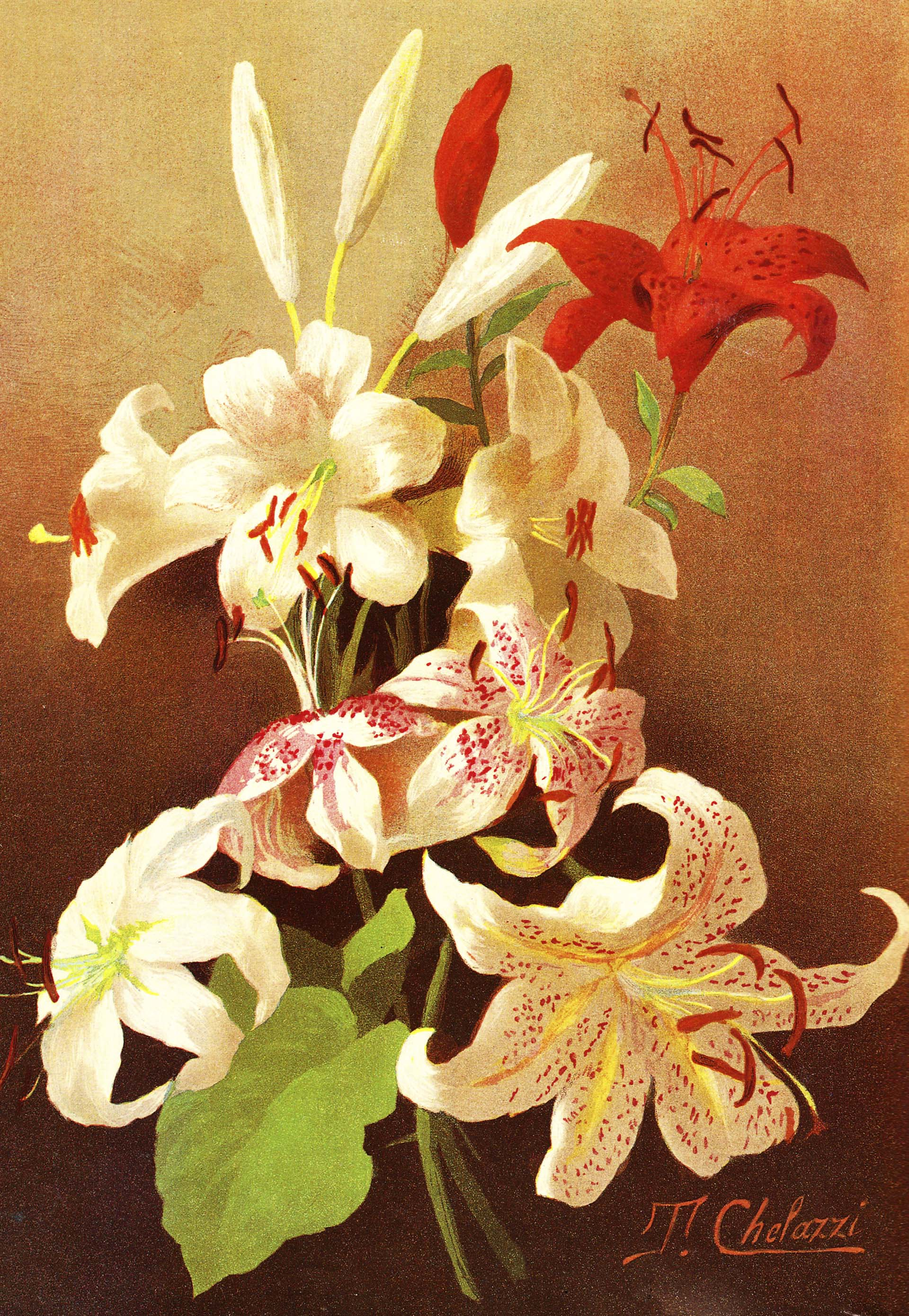
I Gigli
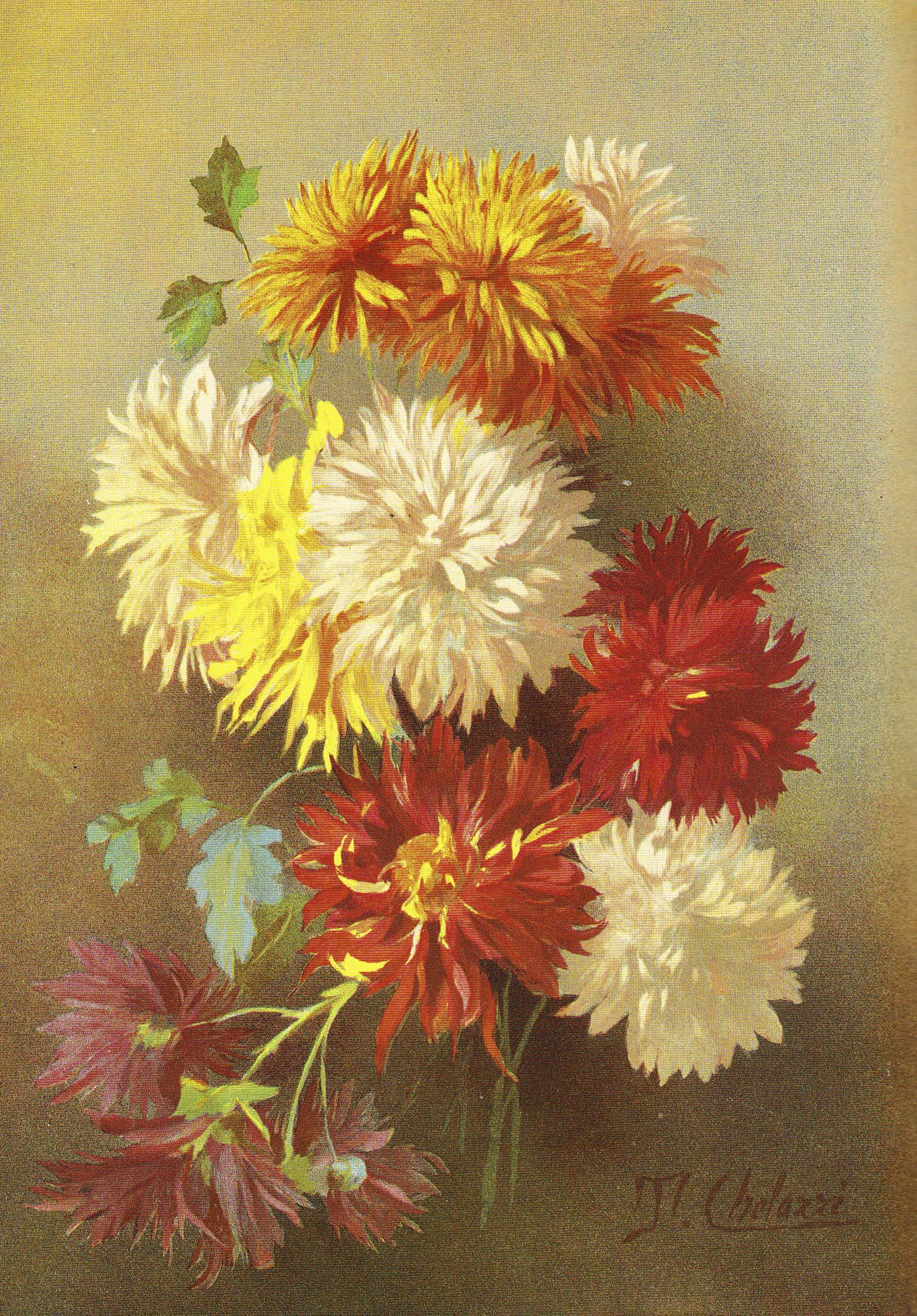
I Crisantemi
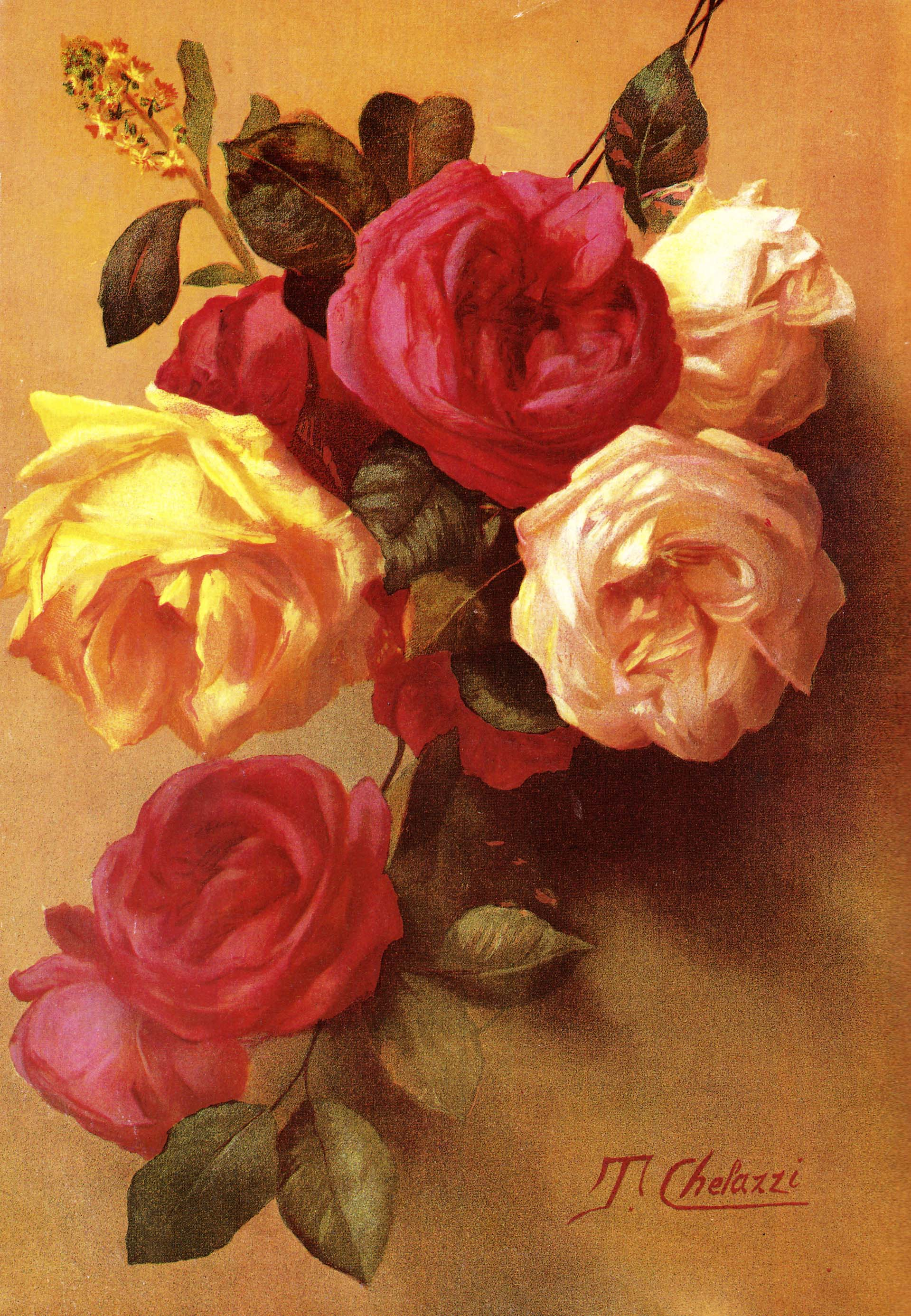
Le Rose